# دوري آيسلندا الممتاز 1999
دوري آيسلندا الممتاز 1999 (بالآيسلندية: Landssímadeild karla í knattspyrnu 1999) هو الموسم 88 من  دوري آيسلندا الممتاز. أقيم خلال الفترة 18 مايو 1999 وحتى 18 سبتمبر 1999، والذي يشرف على تنظيمه اتحاد آيسلندا لكرة القدم، وكان عدد الأندية المشاركة فيه  10، وفاز فيه ناتدبيرنوفيلاغ ريكيافيكور.